# Kościół Wniebowzięcia Najświętszej Maryi Panny w Praszce
Kościół Wniebowzięcia Najświętszej Maryi Panny – rzymskokatolicki kościół parafialny, położony przy ulicy Senatorskiej 22 w Praszce (gmina Praszka). Kościół należy do parafii Wniebowzięcia NMP w dekanacie Praszka, archidiecezji częstochowskiej.

## Historia kościoła
Pierwsza wzmianka o kościele Wniebowzięcia NMP pochodzi z 1392 roku, kiedy to król Władysław II Jagiełło ustanowił przywilej zbudowania miasta i świątyni w Praszce. Był to kościół drewniany, który przetrwał do XVII wieku. Można przypuszczać - na co wskazuje ustny przekaz - że fundament wykonany był z drewnianych bali wbitych pionowo w podłoże. Ustny przekaz, tak żywy i w naszych czasach, wiąże ten rodzaj umocnienia z obecną budowlą - kościołem murowanym, co nie jest prawdą. W 1872 roku rozpoczęto budowę obecnej świątyni, której autorem projektu był Anzelm Krysiński. W roku następnym zaczęła ona służyć mieszkańcom miasta i okolicznych miejscowości. Prace wykończeniowe trwały jeszcze przez kolejnych 10 lat. W 1883 roku zakończono wszystkie prace budowlano-wykończeniowe przy kościele parafialnym.
Konsekracja kościoła miała miejsce w dniu 2 czerwca 1884 roku, a dokonał jej biskup Aleksander Bereśniewicz. W latach 1911–1913 dobudowano boczne nawy, wybito arkady łączące nawę główną z bocznymi, położono nowy dach na kościele i kaplicach, podwyższono obie wieże i zakończono je kopułami oraz krzyżami, dobudowano drugą zakrystię. W czasie II wojny światowej Niemcy zamienili kościół na magazyn i obrabowali go z przedmiotów liturgicznych. W latach 1996–1998 zmodernizowano wnętrze kościoła, odnowiono polichromie z lat 1952–1953 namalowana przez Aleksandra Trojkowicza z Krakowa, pomalowano dach, przeprowadzono również remont ołtarzy bocznych.
Kościół jest jednocześnie sanktuarium Maryjnym z obrazem Matki Bożej Królowej Różańca Św. z przełomu XVII i XVIII wieku, który umieszczony jest w jednej z bocznych kaplic kościoła.

### Podłoże budowli

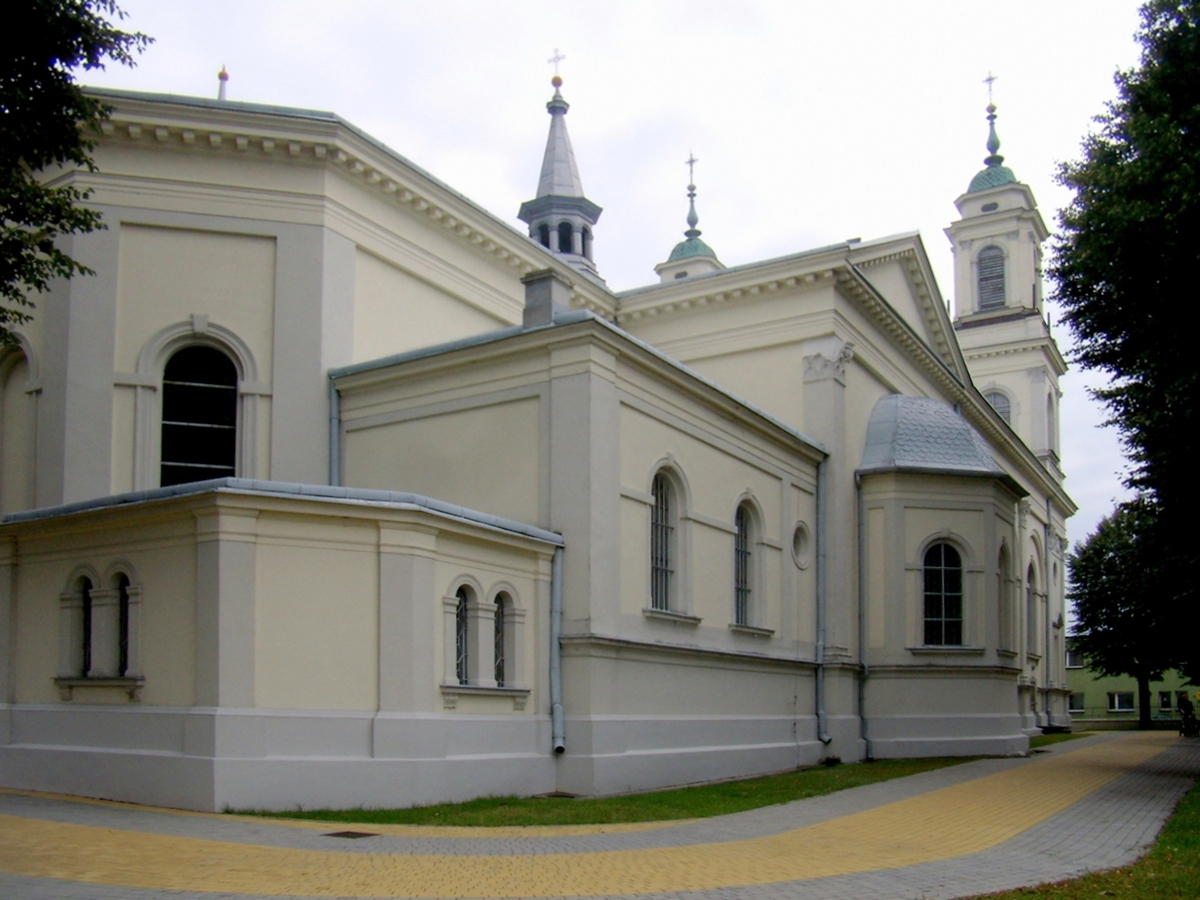
Tył kościoła

Plany fundamentów z 1912 r. nie pokazują żadnych umocnień drewnianych (pali drewnianych) pod świątynią. Dowodzą tego badania prowadzone na przełomie czerwca i lipca 2000 r. Odkrywki - w pięciu miejscach fundamentów - świadczą, że są one solidne, założone na rodzimym gruncie. Stwierdzono, że nie ma pod fundamentami żadnych umocnień drewnianych. Kościół wybudowano z kamienia, dopiero nawy wykonane są z cegły. Prowadzone na przełomie czerwca i lipca 2000 r. badania obaliły wiele przekazów ustnych dotyczących terenu, na którym stoi ten kościół, jak i słynnych pali rzekomo bitych w celu umocnienia gruntu. Kościół stoi na nasypie zamkniętym od strony mokradeł murem oporowym z kamienia, krańce nasypu obsadzono drzewami. Pewne jest również, że cały plac przy kościele to dawny cmentarz parafialny z zachowanymi grobami.

### Schyłek kościoła drewnianego z 1392 roku
Do drewnianego kościoła w roku 1720 dobudowano murowaną zakrystię. W 1730 r. miał także dwie kaplice w poprzecznym ramieniu krzyża. W 1839 r. kościół ten groził zawaleniem i już wtedy myślano o wybudowaniu nowego, murowanego. Pewne prace remontowe przeprowadzono w 1851 r., jednakże zakres prac nie był zbyt wielki. Na wieży głównej, drewnianej, która była połączona z kościołem, znajdował się zegar i trzy dzwony. Kościół ten zbudowany był w kształcie krzyża. Wewnątrz świątyni znajdowało się siedem ołtarzy. W głównym ołtarzu umieszczony był obraz Wniebowzięcia Matki Boskiej, a na zasuwie obraz św. Jana Nepomucena. W prezbiterium ustawione były jeszcze dwa mniejsze ołtarze: z prawej strony - ołtarz Chrystusa Ukrzyżowanego, a z lewej - ołtarz św. Antoniego. W nawie kościoła były ołtarze św. Walentego i św. Doroty, w kaplicach zaś po prawej stronie - ołtarz Matki Boskiej Różańcowej, a po lewej - ołtarz Pięciu Ran Chrystusa.

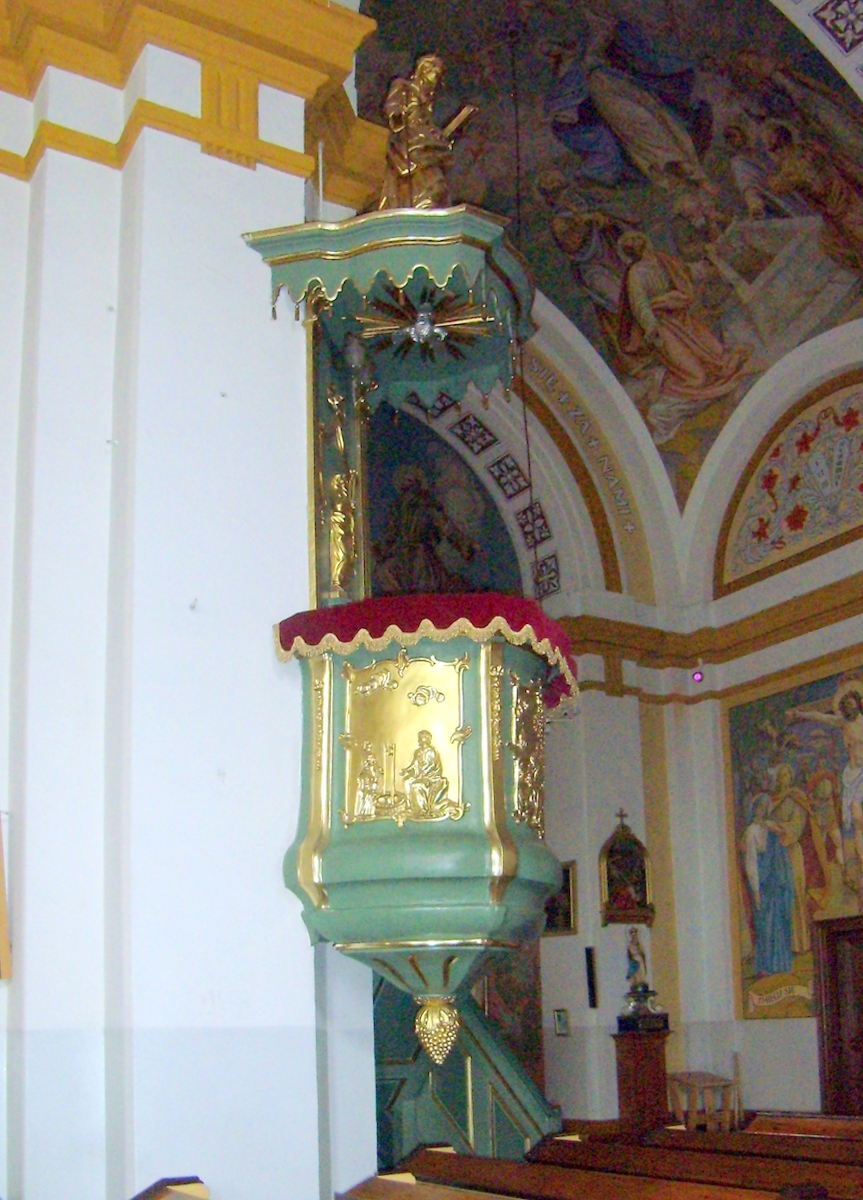
Ambona

Sufit kościoła był drewniany, ozdobiony malaturą. Podłoga w całym kościele była z tarcic. Chrzcielnica na trzech stopniach wyrobiona z drzewa.
Niektóre przekazy mówią, że tęcza (drewniana belka z krzyżem) widoczna nad ołtarzem, pochodzi właśnie z tego drewnianego kościoła, co świadczący o wielkości tej drewnianej budowli.
Kościół drewniany przetrwał do 1871 r. Nowy murowany kościół zaczęto budować w 1872 r. według planów architekta Anzelma Dobromira Krysińskiego. W 1872 r. w kosztach partycypował w 25% kolator Stanisław Potocki. 
W czasie, gdy stary kościół był rozebrany, nabożeństwa odprawiano w tymczasowo urządzonej kaplicy.
W I niedzielę Adwentu 1873 r. zaczęto odprawiać liturgię w nowej świątyni, ale wykończenie wnętrza trwało jeszcze 10 lat. Po usunięciu z probostwa przez rząd carski ks. Sobolewskiego budowy dokończył jego następca, ks. Kwiryn Kaszubowski, który później spoczął na miejscowym cmentarzu parafialnym.
Konsekracja nowej świątyni odbyła się 2 czerwca 1884 r. Dokonał jej biskup włocławski, Aleksander Kazimierz Bereśniewicz.

### Rozbudowa murowanego kościoła
Przed rozbudową kościół nie posiadał naw bocznych ani zakrystii mniejszej. W archiwum parafii zachował się dokument z 28 października 1898 r. pt. „Plan przybudówki dla zakrystii przy Parafialnym kościele w Praszce powiatu Wieluńskiego" (budowla istniejąca nieco odbiega od tego planu). Plan został wykonany przez inż. J. Schrajera (bądź Schrojera). Prawdopodobnie na początku XX wieku budowla kościoła okazała się niewystarczająca dla potrzeb kultu, dlatego zdecydowano się na rozbudowę.

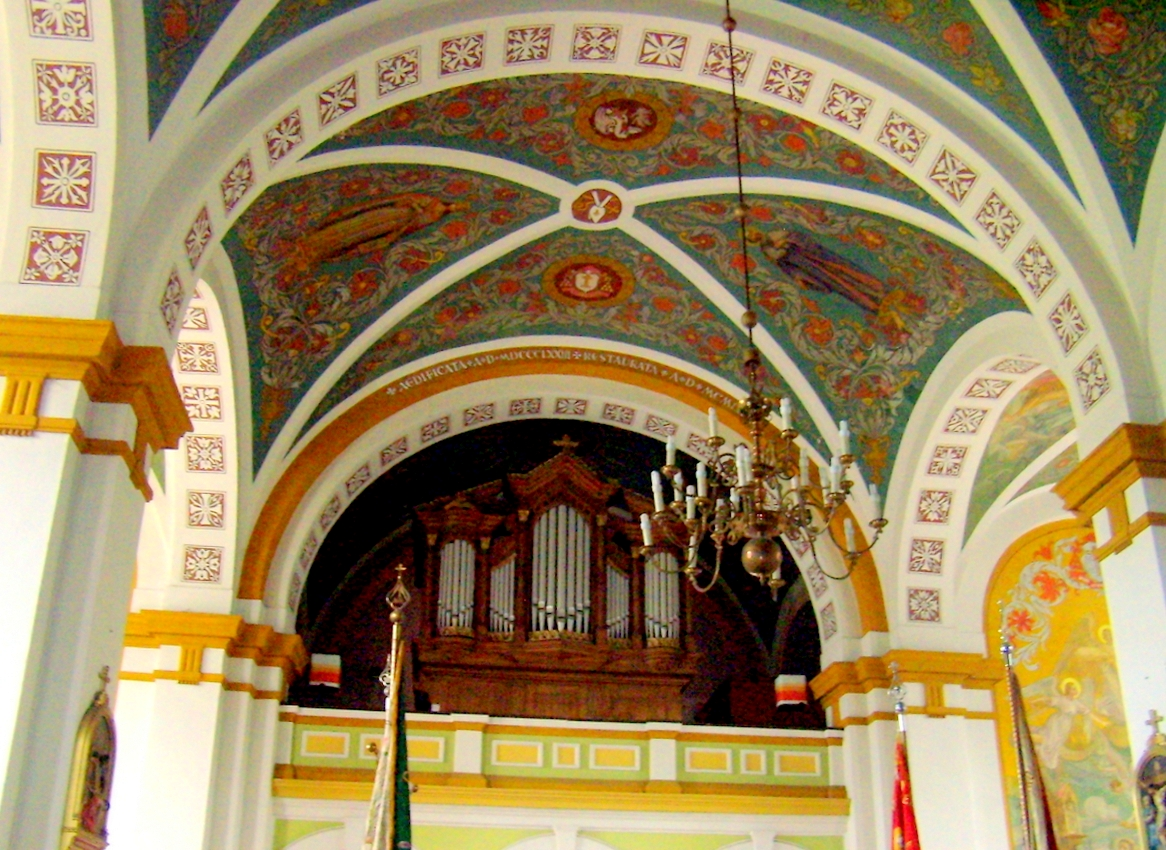
Organy wybudowane przez Jana Spiegela

W styczniu 1912 r. wieluński architekt inżynier budowniczy wykonał wspomniany już projekt poszerzenia kościoła w Praszce. Projekt zawierał sześć planów, zaczynał się planem sytuacyjnym, który ukazywał, jaka część ma być dobudowana. Posiadając plany i potrzebne zgody, staraniem ks. Bolesława Wróblewskiego, przy współpracy wikariusza ks. Franciszka Rzykieckiego dobudowano dwie boczne nawy, obie 5-metrowej szerokości, wybito arkady łączące nawy boczne z nawą główną i nawą poprzeczną. Na kościele położono nowy dach. Podwyższono wieże o 9 łokci i zakończono je kopułami i stronie ołtarz Chrystusa Ukrzyżowanego. W kaplicach nawy poprzecznej po lewej stronie - barokowy ołtarz Pięciu Ran Pana Jezusa, po stronie przeciwnej - również barokowy ołtarz Matki Bożej. W kaplicy św. Walentego był ołtarz z końca XVIII w. z obrazem św. Walentego z połowy XVII w. Ołtarz główny poświęcony był patronce kościoła - Matce Bożej Wniebowziętej. Prawdopodobnie w takim stanie kościół dotrwał do czasów okupacji hitlerowskiej, kiedy to został obrabowany z paramentów i zamieniony na magazyn, chociaż nie nastąpiło to natychmiast po rozpoczęciu wojny.

### Czas II wojny światowej
W czwartek po południu, dzień przed wybuchem wojny trwała w kościele spowiedź przed I-szym piątkiem miesiąca. Na murach kościelnych przygotowano stanowiska ogniowe dla karabinów, o czym wspominał ówczesny wikariusz, ks. Leon Poprawa. 1 września 1939 roku otworzono kościół dla parafian. Panował ogólny płacz, kapłani udzielili ogólnego rozgrzeszenia. Do roku 1940 okupant nie przeszkadzał w odprawianiu nabożeństw, były chrzty, pogrzeby, odwiedzano z posługą sakramentalną chorych i rannych. W niedzielę kościół był otwarty od godz. 9.00 do godz. 11.00, w tygodniu - na mszę św., a w czasie chrztu, pogrzebu, ślubu, kościół otwierano na dwie godziny. Księgi kościelne zamknięto wpisem z dnia 31 sierpnia 1940 r. Prawdopodobnie z tą datą przestała funkcjonować parafia. W późniejszym czasie nabożeństwa dla Praszki przez jakiś czas odprawiano w Przedmościu. Dnia 6 października 1941 r. aresztowano ks. Leona Poprawę. Trafił on do obozu koncentracyjnego Dachau (KL). Ks. proboszcz Stanisław Rychlewski wyjechał wcześniej z miasta